# Trimezia
Trimezia es un género de plantas herbáceas, perennes y bulbosas, perteneciente a la familia Iridaceae, con alrededor de 40 especies. Son oriundas de las regiones más cálidas de América Central, América del Sur y las Antillas. Las plantas nacen de rizomas cortos, presentan un abanico de hojas parecidas a la de los lirios (Iris) y flores efímeras similares a Cypella, con tres segmentos externos más grandes y los tres internos pequeños. La mayoría de las especies tienen flores de color amarillo, con manchas marrones o púrpuras en el centro. En general crecen durante el verano y tienen un período de reposo en el invierno. Un género afín es Neomarica, Sprague con el que muchas veces se lo confunde.

## Listado de especies
Las especies aceptadas para Trimezia y su publicación válida son las siguientes: 
- Trimezia bahiensis Ravenna, Onira 8: 30 (2003).
- Trimezia bauensis Ravenna, Onira 1: 9 (1988).
- Trimezia altivallis Ravenna, Onira 8: 32 (2003).
- Trimezia brevicaulis Ravenna, Bol. Soc. Argent. Bot. 10: 321 (1965).
- Trimezia caeteana Ravenna, Onira 1: 7 (1988).
- Trimezia chimantensis Steyerm., Ann. Missouri Bot. Gard. 71: 301 (1984).
- Trimezia concinna Ravenna, Onira 1: 6 (1988).
- Trimezia connata Ravenna, Wrightia 7: 91 (1982).
- Trimezia cristaliensis Ravenna, Onira 1: 1 (1988).
- Trimezia decora Ravenna, Onira 8: 33 (2003).
- Trimezia decumbens Ravenna, Onira 8: 34 (2003).
- Trimezia exillima Ravenna, Revista Inst. Munic. Bot. 3: 30 (1969).
- Trimezia fistulosa R.C.Foster, Rhodora 64: 309 (1962).
- Trimezia fistulosa var. fistulosa.

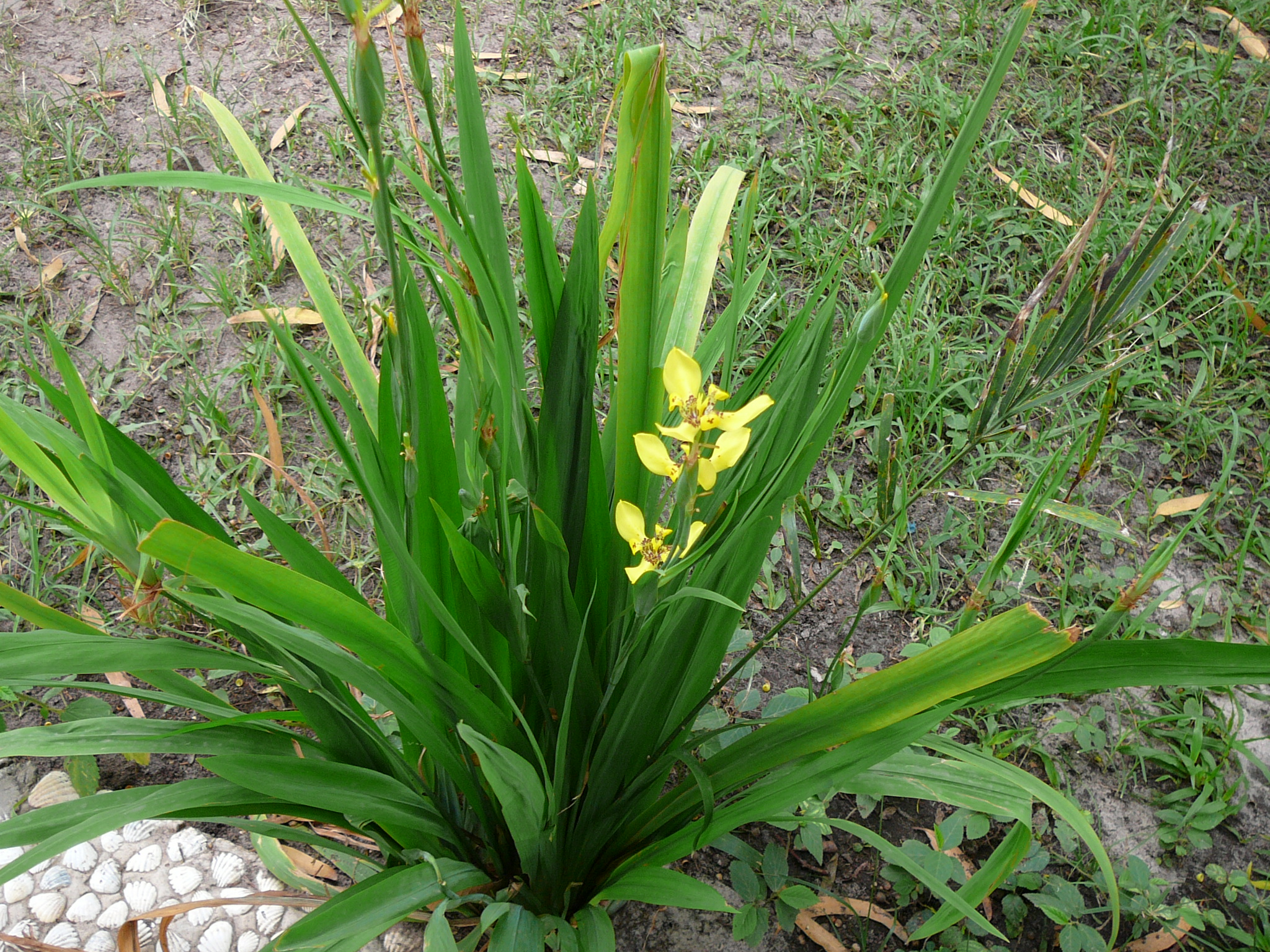
Trimezia sincorana, vista general de una planta.

- Trimezia fistulosa var. longifolia Chukr, Bol. Bot. Univ. São Paulo 13: 106 (1992).
- Trimezia fosteriana Steyerm., Fieldiana, Bot. 28: 160 (1951).
- Trimezia galaxioides (Gomes) Ravenna, Wrightia 7: 94 (1982).
- Trimezia guaricana Ravenna, Wrightia 7: 93 (1982).
- Trimezia guianensis Ravenna, Wrightia 7: 93 (1982).
- Trimezia itamarajuensis Ravenna, Onira 1: 3 (1988).
- Trimezia itatiaica Ravenna, Onira 8: 34 (2003).
- Trimezia jaguatirica Ravenna, Onira 8: 35 (2003).
- Trimezia juncifolia (Klatt) Benth. & Hook.f., Gen. Pl. 3: 690 (1883).
- Trimezia latifolia Ravenna, Onira 8: 36 (2003).
- Trimezia lutea (Klatt) R.C.Foster, Rhodora 64: 308 (1962).
- Trimezia martinicensis (Jacq.) Herb., Edwards's Bot. Reg. 30(Misc.): 88 (1844).
- Trimezia marumbina Ravenna, Onira 8: 36 (2003).
- Trimezia mogolensis Ravenna, Onira 8: 31 (2003).
- Trimezia organensis Ravenna, Revista Inst. Munic. Bot. 3: 31 (1969).
- Trimezia pardina Ravenna, Pabstia 11: 1 (2000).
- Trimezia plicatifolia Chukr, Cad. Estud. Pesq., UNIP (São Paulo) 7: 6 (2001).
- Trimezia pusilla Ravenna, Bonplandia (Corrientes) 2: 277 (1968).
- Trimezia riopretensis Ravenna, Onira 8: 37 (2003).
- Trimezia sincorana Ravenna, Wrightia 7: 90 (1982).
- Trimezia sobolifera Ravenna, Phytologia 56: 193 (1984).
- Trimezia sooretamensis Ravenna, Onira 8: 38 (2003).
- Trimezia spathata (Klatt) Baker, Handb. Irid.: 66 (1892).
- Trimezia spectabilis Ravenna, Bonplandia (Corrientes) 2: 278 (1968).
- Trimezia steyermarkii R.C.Foster, Rhodora 64: 310 (1962).
- Trimezia suffusa Ravenna, Onira 8: 38 (2003).
- Trimezia truncata Ravenna, Bol. Soc. Argent. Bot. 10: 320 (1965).
- Trimezia unca Ravenna, Onira 8: 39 (2003).
- Trimezia violacea (Klatt) Ravenna, Revista Inst. Munic. Bot. 2: 60 (1964).